# Zweden op het Europees kampioenschap voetbal 2012
Zweden was een van de deelnemende landen aan het Europees kampioenschap voetbal 2012 in Polen en Oekraïne. Het was de vijfde deelname voor het land. Op het vorige EK in Zwitserland en Oostenrijk (in 2008) kwam Zweden niet verder dan de eerste ronde. De bondscoach is Erik Hamrén. Op 6 juni 2012 stond Zweden op de 17e plaats op de FIFA-wereldranglijst, achter Ivoorkust.

## Kwalificatie
Zweden was een van de 51 leden van de UEFA die zich inschreef voor de kwalificatie voor het EK 2012. Twee van die leden, Polen en Oekraïne, waren als organiserende landen al geplaatst. Zweden werd als land in pot 2 ingedeeld in groep E, samen met Nederland (groepshoofd), Finland (uit pot 3), Hongarije (uit pot 4) en Moldavië (uit pot 5) en San Marino (uit pot 5). De nummers 1 en 2 uit elke poule kwalificeerde zich direct voor het Europees kampioenschap.
Zweden speelde tien kwalificatiewedstrijden, tegen elke tegenstander twee. In deze reeks scoorde het elftal 31 doelpunten en kreeg 11 tegendoelpunten. Met een totaal van 24 punten eindigde het op de tweede plaats, met drie punten achterstand op Nederland. In de reeks kwalificatiewedstrijden zorgde Zweden daarnaast voor Nederlands enige nederlaag: op 11 oktober 2011 wonnen de Zweden met 3 - 2. Het elftal kwalificeerde zich voor het toernooi als beste nummer twee, met twee punten voorsprong op Portugal.

### Kwalificatiewedstrijden
|                        |                    |         |           |                                                                            |
| 3 september 2010 20:00 | Zweden             | 2 – 0   | Hongarije | Råsundastadion, Solna Toeschouwers: 32.304 Scheidsrechter: Martin Atkinson |
| 3 september 2010 20:00 | Wernbloom 51', 73' | Verslag |           | Råsundastadion, Solna Toeschouwers: 32.304 Scheidsrechter: Martin Atkinson |

|                        |                                                                                              |         |            |                                                                          |
| 7 september 2010 20:00 | Zweden                                                                                       | 6 – 0   | San Marino | Swedbankstadion, Malmö Toeschouwers: 21.083 Scheidsrechter: David Mckeon |
| 7 september 2010 20:00 | Ibrahimović 7', 77' D. Simoncini 12' (e.d.) A. Simoncini 26' (e.d.) Granqvist 51' Berg 90+3' | Verslag |            | Swedbankstadion, Malmö Toeschouwers: 21.083 Scheidsrechter: David Mckeon |

|                       |                                    |         |               |                                                                                 |
| 12 oktober 2010 20:30 | Nederland                          | 4 – 1   | Zweden        | Amsterdam Arena, Amsterdam Toeschouwers: 50.000 Scheidsrechter: Stéphane Lannoy |
| 12 oktober 2010 20:30 | Huntelaar 4', 55' Afellay 37', 59' | Verslag | Granqvist 69' | Amsterdam Arena, Amsterdam Toeschouwers: 50.000 Scheidsrechter: Stéphane Lannoy |

|                     |                           |         |               |                                                    |
| 29 maart 2011 19:00 | Zweden                    | 2 – 1   | Moldavië      | Råsundastadion, Solna Scheidsrechter: Knut Kircher |
| 29 maart 2011 19:00 | Lustig 30' S. Larsson 82' | Verslag | Suvorov 90+2' | Råsundastadion, Solna Scheidsrechter: Knut Kircher |

|                   |            |         |                                                     |                                                           |
| 3 juni 2011 20:30 | Moldavië   | 1 – 4   | Zweden                                              | Stadionul Zimbru, Chisinau Scheidsrechter: Andre Marriner |
| 3 juni 2011 20:30 | Bugaev 61' | Verslag | Toivonen 11' Elmander 30' S. Larsson 58' Gerndt 88' | Stadionul Zimbru, Chisinau Scheidsrechter: Andre Marriner |

|                   |                                                     |         |         |                                                      |
| 7 juni 2011 20:00 | Zweden                                              | 5 – 0   | Finland | Råsundastadion, Solna Scheidsrechter: Antony Gautier |
| 7 juni 2011 20:00 | Källström 12' Ibrahimović 31', 35', 53' Bajrami 84' | Verslag |         | Råsundastadion, Solna Scheidsrechter: Antony Gautier |

|                        |                        |         |                 |                                                               |
| 2 september 2011 19:45 | Hongarije              | 2 – 1   | Zweden          | Ferenc Puskásstadion, Boedapest Scheidsrechter: Damir Skomina |
| 2 september 2011 19:45 | Szabics 44' Rudolf 90' | Verslag | Wilhelmsson 60' | Ferenc Puskásstadion, Boedapest Scheidsrechter: Damir Skomina |

|                        |            |         |                                                           |                                                           |
| 6 september 2011 20:30 | San Marino | 0 – 5   | Zweden                                                    | Stadio Olimpico, Serravalle Scheidsrechter: Steven McLean |
| 6 september 2011 20:30 |            | Verslag | Källström 64' Wilhelmsson 70', 90+3' Olsson 81' Hysén 89' | Stadio Olimpico, Serravalle Scheidsrechter: Steven McLean |

|                      |            |         |                          |                                                              |
| 7 oktober 2011 18:15 | Finland    | 1 – 2   | Zweden                   | Olympisch Stadion, Helsinki Scheidsrechter: Mark Clattenburg |
| 7 oktober 2011 18:15 | Toivio 73' | Verslag | S. Larsson 8' Olsson 52' | Olympisch Stadion, Helsinki Scheidsrechter: Mark Clattenburg |

|                       |                                                  |         |                         |                                                    |
| 11 oktober 2011 20:15 | Zweden                                           | 3 – 2   | Nederland               | Råsundastadion, Solna Scheidsrechter: Cüneyt Çakır |
| 11 oktober 2011 20:15 | Källström 14' S. Larsson 52' (pen.) Toivonen 53' | Verslag | Huntelaar 23' Kuijt 50' | Råsundastadion, Solna Scheidsrechter: Cüneyt Çakır |

### Eindstand groep E
| Land       | Wed | Win | Gel | Ver | DV | DT | +/- | Pnt |
| ---------- | --- | --- | --- | --- | -- | -- | --- | --- |
| Nederland  | 10  | 9   | 0   | 1   | 37 | 8  | +29 | 27  |
| Zweden     | 10  | 8   | 0   | 2   | 31 | 11 | +20 | 24  |
| Hongarije  | 10  | 6   | 1   | 3   | 22 | 14 | +8  | 19  |
| Finland    | 10  | 3   | 1   | 6   | 16 | 16 | 0   | 10  |
| Moldavië   | 10  | 3   | 0   | 7   | 12 | 16 | -4  | 9   |
| San Marino | 10  | 0   | 0   | 10  | 0  | 53 | -53 | 0   |

## Wedstrijden op het Europees kampioenschap
Zweden werd bij de loting op 2 december 2011 ingedeeld in Groep D. Aan deze groep werden gedurende de loting Oekraïne (gastland), Frankrijk en Engeland toegevoegd. Zweden speelt zijn eerste wedstrijd tegen Oekraïne, op 11 juli. Daarvóór spelen Frankrijk en Engeland tegen elkaar.

### Groep D
| Land      | Wed | Win | Gel | Ver | DV | DT | +/- | Pnt |
| --------- | --- | --- | --- | --- | -- | -- | --- | --- |
| Engeland  | 3   | 2   | 1   | 0   | 5  | 3  | +2  | 7   |
| Frankrijk | 3   | 1   | 1   | 1   | 3  | 3  | 0   | 4   |
| Oekraïne  | 3   | 1   | 0   | 2   | 2  | 4  | -2  | 3   |
| Zweden    | 3   | 1   | 0   | 2   | 5  | 5  | 0   | 3   |

### Wedstrijden
|                         |                                               |       |                        |                                                    |
| 11 juni 2012 21.45 OEZT | Oekraïne                                      | 2 – 1 | Zweden                 | NSK Olimpiejsky, Kiev Scheidsrechter: Cüneyt Çakır |
| 11 juni 2012 21.45 OEZT | Andrij Sjevtsjenko 55' Andrij Sjevtsjenko 62' |       | 52' Zlatan Ibrahimović | NSK Olimpiejsky, Kiev Scheidsrechter: Cüneyt Çakır |

|                         |                                           |       |                                                     |                                                     |
| 15 juni 2012 22.00 OEZT | Zweden                                    | 2 – 3 | Engeland                                            | NSK Olimpiejsky, Kiev Scheidsrechter: Damir Skomina |
| 15 juni 2012 22.00 OEZT | Glen Johnson 49' (e.d.) Olof Mellberg 59' |       | 23' Andy Carroll 64' Theo Walcott 78' Danny Welbeck | NSK Olimpiejsky, Kiev Scheidsrechter: Damir Skomina |

Aanvangstijd 15 minuten verschoven na uitlopen Oekraïne - Frankrijk
|                         |                                              |       |           |                                                     |
| 19 juni 2012 21.45 OEZT | Zweden                                       | 2 - 0 | Frankrijk | NSK Olimpiejsky, Kiev Scheidsrechter: Pedro Proença |
| 19 juni 2012 21.45 OEZT | Zlatan Ibrahimović 54' Sebastian Larsson 91' |       |           | NSK Olimpiejsky, Kiev Scheidsrechter: Pedro Proença |

## Selectie
Bondscoach Hamrén maakte als een van de eerste coaches van de deelnemende landen aan het kampioenschap zijn selectie bekend. Er waren niet veel verrassingen, al viel het op dat John Guidetti, spelend voor Feyenoord niet mee gaat. De medische staf vond dat hij onvoldoende hersteld was van een zenuwontsteking. Markus Rosenberg vervangt hem.
Vier Zweedse voetballers die zijn opgenomen in de selectie spelen op dit moment in de Nederlandse Eredivisie.
| No. | Naam                  | Club                    | Positie      | W |   |   | D | A |   |   |   |
| --- | --------------------- | ----------------------- | ------------ | - | - | - | - | - | - | - | - |
| 1   | Andreas Isaksson      | PSV                     | Doelman      | 3 | 0 | 0 | 0 | 0 | 0 | 0 | 0 |
| 12  | Johan Wiland          | FC Kopenhagen           | Doelman      | 0 | 0 | 0 | 0 | 0 | 0 | 0 | 0 |
| 23  | Pär Hansson           | Helsingborgs IF         | Doelman      | 0 | 0 | 0 | 0 | 0 | 0 | 0 | 0 |
| 2   | Mikael Lustig         | Celtic FC               | Verdediger   | 2 | 1 | 0 | 0 | 0 | 0 | 0 | 0 |
| 3   | Olof Mellberg         | Olympiakos Piraeus      | Verdediger   | 3 | 0 | 0 | 1 | 1 | 1 | 0 | 0 |
| 4   | Andreas Granqvist     | Genoa CFC               | Verdediger   | 3 | 0 | 1 | 0 | 0 | 0 | 0 | 0 |
| 5   | Martin Olsson         | Blackburn Rovers FC     | Verdediger   | 3 | 0 | 0 | 0 | 0 | 0 | 0 | 0 |
| 6   | Rasmus Elm            | AZ Alkmaar              | Middenvelder | 2 | 0 | 1 | 0 | 0 | 1 | 0 | 0 |
| 7   | Sebastian Larsson     | Sunderland AFC          | Middenvelder | 3 | 0 | 1 | 1 | 2 | 0 | 0 | 0 |
| 8   | Anders Svensson       | IF Elfsborg             | Middenvelder | 3 | 1 | 1 | 0 | 0 | 2 | 0 | 0 |
| 9   | Kim Källström         | Olympique Lyonnais      | Middenvelder | 3 | 0 | 0 | 0 | 1 | 1 | 0 | 0 |
| 10  | Zlatan Ibrahimović    | AC Milan                | Aanvaller    | 3 | 0 | 0 | 2 | 0 | 0 | 0 | 0 |
| 11  | Johan Elmander        | Galatasaray SK          | Aanvaller    | 2 | 1 | 1 | 0 | 0 | 0 | 0 | 0 |
| 13  | Jonas Olsson          | West Bromwich Albion FC | Verdediger   | 2 | 0 | 0 | 0 | 0 | 1 | 0 | 0 |
| 14  | Tobias Hysén          | IFK Göteborg            | Middenvelder | 0 | 0 | 0 | 0 | 0 | 0 | 0 | 0 |
| 15  | Mikael Antonsson      | Bologna FC 1909         | Verdediger   | 0 | 0 | 0 | 0 | 0 | 0 | 0 | 0 |
| 16  | Pontus Wernbloom      | FK CSKA Moskou          | Middenvelder | 1 | 1 | 0 | 0 | 0 | 0 | 0 | 0 |
| 17  | Behrang Safari        | RSC Anderlecht          | Verdediger   | 0 | 0 | 0 | 0 | 0 | 0 | 0 | 0 |
| 18  | Samuel Holmén         | Istanbul Başakşehir     | Middenvelder | 1 | 1 | 0 | 0 | 1 | 1 | 0 | 0 |
| 19  | Emir Bajrami          | FC Twente               | Middenvelder | 1 | 0 | 1 | 0 | 0 | 0 | 0 | 0 |
| 20  | Ola Toivonen          | PSV                     | Aanvaller    | 2 | 0 | 2 | 0 | 0 | 0 | 0 | 0 |
| 21  | Christian Wilhelmsson | Al-Hilal                | Verdediger   | 3 | 3 | 0 | 0 | 0 | 0 | 0 | 0 |
| 22  | Markus Rosenberg      | Werder Bremen           | Aanvaller    | 2 | 1 | 1 | 0 | 0 | 0 | 0 | 0 |

| W | Wedstrijden        |
|   | Invalbeurten       |
|   | Gewisseld          |
| D | Doelpunten         |
| A | Assists/Voorzetten |
|   | Gele kaarten       |
|   | 2 x geel = rood    |
|   | Rode kaarten       |

Groep A:  Polen ·  Griekenland ·  Rusland ·  Tsjechië
Groep B:  Nederland ·  Duitsland ·  Portugal ·  Denemarken
Groep C:  Spanje ·  Italië ·  Kroatië ·  Ierland
Groep D:  Oekraïne ·  Zweden ·  Frankrijk ·  Engeland
SvFF · A-internationals · Selecties · Bondscoaches · Zweeds vrouwenelftal · Olympisch elftal · Zweden U21 · Zweden U20 · Zweden U19 · Zweden U18 · Zweden U17 · Zweden U16 · Vrouwen U17
1908 – 1919 ·
1920 – 1929 ·
1930 – 1939 ·
1940 – 1949 ·
1950 – 1959 ·
1960 – 1969 ·
1970 – 1979 ·
1980 – 1989 ·
1990 – 1999 ·
2000 – 2009 ·
2010 – 2019 ·
2020 − 2029
EK 1960 · 
EK 1964 · 
EK 1968 · 
EK 1972 · 
EK 1976 · 
EK 1980 · 
EK 1984 · 
EK 1988 · 
EK 1992 ·
EK 1996 · 
EK 2000 ·
EK 2004 ·
EK 2008 ·
EK 2012 · 
EK 2016 · 
EK 2020
WK 1930 · 
WK 1934 ·
WK 1938 ·
WK 1950 ·
WK 1954 · 
WK 1958 ·
WK 1962 · 
WK 1966 · 
WK 1970 ·
WK 1974 ·
WK 1978 ·
WK 1982 · 
WK 1986 · 
WK 1990 ·
WK 1994 ·
WK 1998 · 
WK 2002 ·
WK 2006 ·
WK 2010 · 
WK 2014 · 
WK 2018
OS 1908 · 
OS 1912 · 
OS 1920 · 
OS 1924 · 
OS 1928 · 
OS 1932 · 
OS 1936 · 
OS 1948 · 
OS 1952 · 
OS 1956 · 
OS 1964 · 
OS 1968 · 
OS 1972 · 
OS 1976 · 
OS 1980 · 
OS 1984 · 
OS 1988 · 
OS 1992 · 
OS 1996 · 
OS 2000 · 
OS 2004 · 
OS 2008 · 
OS 2012 · 
OS 2016
1908 · 
1909 · 
1910 · 
1911 · 
1912 · 
1913 · 
1914 · 
1915 · 
1916 · 
1917 · 
1918 · 
1919 · 
1920 · 
1921 · 
1922 · 
1923 · 
1924 · 
1925 · 
1926 · 
1927 · 
1928 · 
1929 · 
1930 · 
1931 · 
1932 · 
1933 · 
1934 · 
1935 · 
1936 · 
1937 · 
1938 · 
1939 · 
1940 ·
1941 ·
1942 ·
1943 ·
1944  ·
1945 · 
1946 · 
1947 · 
1948 · 
1949 · 
1950 · 
1952 · 
1952 · 
1953 · 
1954 · 
1955 · 
1956 · 
1957 · 
1958 · 
1959 ·
1960 · 
1961 · 
1962 · 
1963 · 
1964 · 
1965 · 
1966 · 
1967 · 
1968 · 
1969 ·
1970 · 
1971 · 
1972 · 
1973 · 
1974 · 
1975 · 
1976 · 
1977 · 
1978 · 
1979 ·
1980 · 
1981 · 
1982 · 
1983 · 
1984 · 
1985 · 
1986 · 
1987 · 
1988 · 
1989 · 
1990 · 
1991 · 
1992 · 
1993 · 
1994 · 
1995 · 
1996 · 
1997 · 
1998 · 
1999 · 
2000 · 
2001 · 
2002 · 
2003 · 
2004 · 
2005 · 
2006 · 
2007 · 
2008 · 
2009 · 
2010 · 
2011 · 
2012 · 
2013 · 
2014 · 
2015 · 
2016 · 
2017 · 
2018 ·
2019 ·
2020 ·
2021
Albanië ·
Algerije ·
Argentinië ·
Armenië ·
Australië ·
Azerbeidzjan ·
Bahrein ·
Barbados ·
België ·
Bosnië en Herzegovina ·
Botswana ·
Brazilië ·
Bulgarije ·
Chili ·
China ·
Colombia ·
Costa Rica ·
Cuba ·
Cyprus ·
DDR ·
Denemarken ·
Duitsland ·
Ecuador ·
Egypte ·
Engeland ·
Estland ·
Faeröer ·
Finland ·
Frankrijk ·
Georgië ·
Griekenland ·
Hongarije ·
Ierland ·
IJsland ·
Iran ·
Israël ·
Italië ·
Ivoorkust ·
Jamaica ·
Japan ·
Joegoslavië ·
Jordanië ·
Kameroen ·
Kazachstan ·
Kosovo ·
Kroatië ·
Letland ·
Liechtenstein ·
Litouwen ·
Luxemburg ·
Maleisië ·
Malta ·
Mexico ·
Moldavië ·
Montenegro ·
Nederland ·
Nieuw-Zeeland ·
Nigeria ·
Noord-Ierland ·
Noord-Korea ·
Noord-Macedonië ·
Noorwegen ·
Oekraïne ·
Oezbekistan ·
Oman ·
Oostenrijk ·
Paraguay ·
Peru ·
Polen ·
Portugal ·
Qatar ·
Roemenië ·
Rusland ·
San Marino ·
Saoedi-Arabië ·
Schotland ·
Senegal ·
Servië ·
Singapore ·
Slovenië ·
Slowakije ·
Sovjet-Unie ·
Spanje ·
Syrië ·
Thailand ·
Trinidad en Tobago ·
Tsjechië ·
Tsjecho-Slowakije ·
Tunesië ·
Turkije ·
Uruguay ·
Venezuela ·
Verenigde Arabische Emiraten ·
Verenigde Staten ·
Verenigd Koninkrijk ·
Wales ·
Wit-Rusland ·
Zuid-Afrika ·
Zuid-Korea ·
Zwitserland
Brazilië (1958) ·
Duitsland (2006) ·
Duitsland (2018) ·
Engeland (2006) ·
Engeland (2012) ·
Engeland (2018) ·
Frankrijk (2012) ·
Griekenland (2008) ·
Ierland (2016) ·
Italië (2016) ·
Mexico (2018) ·
Oekraïne (2012) ·
Oekraïne (2021) ·
Paraguay (2006) ·
Polen (2021) ·
Rusland (2008) ·
Slowakije (2021) ·
Spanje (2008) ·
Spanje (2021) ·
Trinidad en Tobago (2006) ·
Zuid-Korea (2018) ·
Zwitserland (2018)